# Spinnenpheromone

(R)-3-Hydroxybuttersäure, das erste nachgewiesene Spinnenpheromon

Spinnenpheromone sind Botenstoffe, die der chemischen Kommunikation zwischen Individuen einer Spinnenspezies dienen. Sie werden von einem Individuum produziert und in die Luft oder an das Spinnennetz abgegeben. Für das empfangende Individuum mit spezifischen molekularen Rezeptoren in seinen Sinneszellen stellen diese Pheromone einen Reiz dar, der in ein Signal überführt wird.

## Geschichte
Obwohl Insektenpheromone schon seit Ende der 1950er-Jahre bekannt und identifiziert waren, gelang der erste Nachweis eines Spinnenpheromons erst im Jahr 1993. Bei dem identifizierten Pheromon handelte es sich chemisch um (R)- 3-Hydroxybutansäure und dessen dimeres Addukt.
Diese Substanz wird bei Berührung des Netzes abgegeben und vom Männchen aufgenommen. Das genannte Pheromon wurde aus den Netzen weiblicher Spinnen der Art Linyphia triangularis isoliert. Die Vermutung, dass die Netze Pheromone enthalten könnten, erwuchs aus der Beobachtung, dass einmal angelockte männliche Spinnen die Fäden der Netze (von Weibchen) durchtrennen, um das Netz wohl so zu verdichten, dass eine weitere Emission des Sexualpheromons und damit die Anlockung weiterer Männchen minimiert wird.
Das erste nachgewiesene Sexualpheromon von Spinnen, das sich vornehmlich über die Luft verbreitet, ist 8-Methylnonan-2-on. Die Wirksamkeit synthetisierter Pheromone konnte mittels einer der Elektroantennogramm-ähnlichen Methode nachgewiesen werden.